# 普利托 (加利福尼亞州)
普利托（英語：Pleyto）是位於美國加利福尼亞州蒙特雷縣的一個非建制地區。該地的面積和人口皆未知。

## 地理
普利托的座標為35°51′37″N 121°59′37″W / 35.86028°N 121.99361°W，而該地的平均海拔高度為238米（即781英尺）。